# JPEG XR
JPEG XR är ett bildformat utvecklat av det amerikanska företaget Microsoft. Formatet gick tidigare under namnet HD Photo och innan dess kallades det för Windows Media Photo och är nu antaget som en del av standarden Jpeg.